# Château ducal Cantelmo
Ne doit pas être confondu avec Château Cantelmo ou Château Cantelmo-Caldora.
Le château ducal Cantelmo est un château situé dans la commune de Popoli, province de Pescara, dans les Abruzzes.